# کیمچی برگر

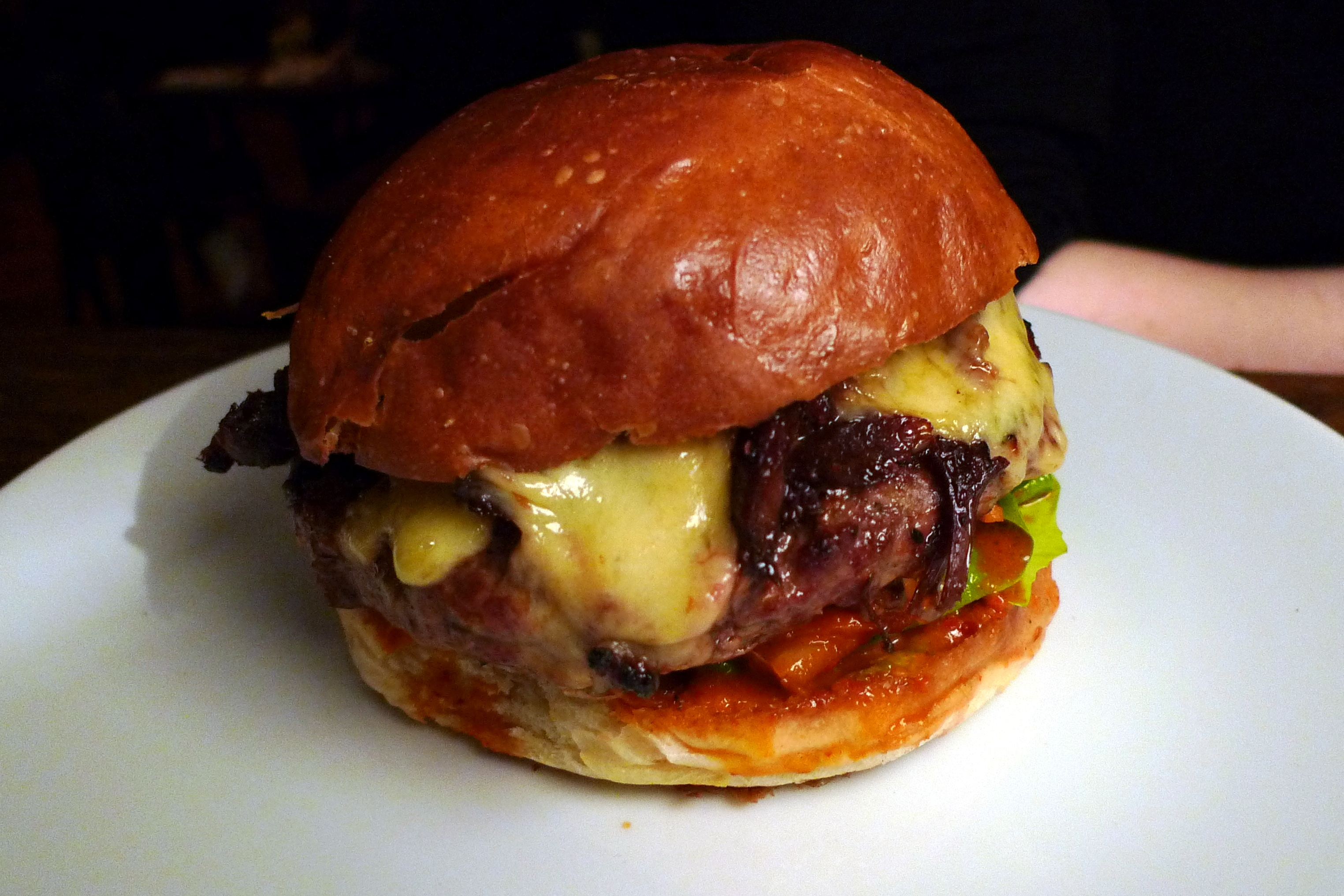
کیمچی برگر در یک رستوران سرو شده

کیمچی برگر همبرگری است که در تهیه آن کیمچی وجود دارد. چندین رستوران از جمله رستوران‌های کره جنوبی، انگلستان و ایالات متحده، کیمچی برگر را به عنوان بخشی از منو خود سرو می‌کنند. رستوران‌های مک دونالد در کره جنوبی کیمچی برگر سرو می‌کنند. علاوه بر کیمچی همبرگر که با استفاده از گوشت چرخ کرده تهیه می‌شود، ممکن است از غذاهای دریایی مانند ماهی سالمون نیز تهیه شود. برگرهای کیمچی گاهی با یک تخم مرغ پر می‌شوند و ممکن است شامل مواد اضافی مانند سس مایونز، سس باربیکیو و گشنیز باشد.

## تاریخچه
کیمچی برگر یک همبرگر نسبتاً جدیدتر و مدرن است. گفته شده‌است که Uncle Joe's Hamburger سئول کره جنوبی مخترع کیمچی برگر بوده‌است.